# 地下情 (電影)
地下情（英語：Love Unto Wastes）是1986年上映的一部香港愛情電影，由梁朝伟、温碧霞、金燕玲、蔡琴和周润发主演；周秀兰和俞琤客串出演，為導演關錦鵬的成名作。本片榮獲第6屆香港電影金像獎最佳劇本及最佳女配角。

## 劇情
趙淑玲（蔡琴 飾）和廖玉屏（金燕玲 飾）都是從台灣來香港打拼的少女，與香港模特兒Billie一樣都有著一個「明星夢」，可惜始終事業不順。寂寞孤獨的她們後來遇上了米鋪少爺Tony（梁朝偉 飾），彼此開展了一場消遣青春的荒唐愛情遊戲。Tony是個情場浪子，他沒有選擇與米鋪女管事小鍾（周秀蘭 飾）在一起，而是很快地與Billie發展成同居關係，二人沉醉於愛慾之中；一天晚上，玉屏因發現淑玲被殺而傷痛不已，前往安慰的Tony又與她發生了關係......

## 演員
| 演員   | 角色           | 備註       |
| 梁朝伟 | 张树海／Tony   | 米鋪少爺   |
| 温碧霞 | 阮貝兒／Billie | 香港模特兒 |
| 金燕玲 | 廖玉屏         | 台灣演員   |
| 蔡琴   | 赵淑玲         | 台灣歌手   |
| 周润发 | 蓝振强         | 警察       |
| 周秀蘭 | 鍾錦裳         | 米鋪管事   |
| 俞琤   | 關導           | 女導演     |

## 電影歌曲
| 曲別   | 歌曲       | 作曲   | 作詞   | 演唱 |
| ------ | ---------- | ------ | ------ | ---- |
| 主題曲 | 〈地下情〉 | 林敏怡 | 方惠光 | 蔡琴 |

## 製作

### 劇本
《地下情》的創作靈感源自導演關錦鵬的一位朋友的經歷，他的鄰居遭人入室劫殺，而關陪他住了十天，後來把感受跟編劇邱剛健分享，啟發了劇本的創作，成為劇中趙淑玲意外被殺的契機。而廖玉屏和趙淑玲這兩個來自台灣的人物關係乃來源自金燕玲與林青霞同一屋簷下的經歷:17。Billie一角寫的是馬斯晨；而梁朝偉飾演的Tony原型則為葉童丈夫陳國熹，他除了同樣為一名導演外，還是上環一間米鋪的太子爺。在劇中的主演中，只有周潤發的角色為完全虛構。
邱剛健稱《地下情》是他最喜歡的劇本:431。當年關錦鵬、邱剛健和黎傑三人討論完劇情後，《地下情》的初稿由黎傑撰寫，由於需配合梁朝偉的工作檔期，電影便先行開拍。當時邱剛健正拍製另一部電影《唐朝綺麗男》，故邱以「飛紙仔」的形式處理《地下情》的劇本拍攝。:433

### 選角
電影中Billie一角本為馬斯晨而度身訂造，在最初的劇本大綱中就直接使用了馬斯晨的名字，穿著樸素及戴太陽眼鏡的形象均是她的真實寫照。本作導演關錦鵬在拍攝電影《投奔怒海》及《花城》時看中馬斯晨的演技（當時關錦鵬是副導演），然而馬斯晨不願出演，故後來在珠城電影公司的推薦下改為起用溫碧霞。另外，由於關錦鵬在年少時就很喜歡聽蔡琴的歌，在看過楊德昌執導的《青梅竹馬》後，便確定要找她出演。

## 獎項
| 年份 | 頒獎典禮            | 獎項         | 獲提名                                          | 結果 |
| ---- | ------------------- | ------------ | ----------------------------------------------- | ---- |
| 1987 | 第6屆香港電影金像獎 | 最佳電影     |                                                 | 提名 |
| 1987 | 第6屆香港電影金像獎 | 最佳導演     | 關錦鵬                                          | 提名 |
| 1987 | 第6屆香港電影金像獎 | 最佳劇本     | 黎傑、邱戴安平                                  | 獲獎 |
| 1987 | 第6屆香港電影金像獎 | 最佳男主角   | 梁朝偉                                          | 提名 |
| 1987 | 第6屆香港電影金像獎 | 最佳男配角   | 周潤發                                          | 提名 |
| 1987 | 第6屆香港電影金像獎 | 最佳女配角   | 金燕玲                                          | 獲獎 |
| 1987 | 第6屆香港電影金像獎 | 最佳女配角   | 蔡琴                                            | 提名 |
| 1987 | 第6屆香港電影金像獎 | 最佳音樂     | 林敏怡                                          | 提名 |
| 1987 | 第6屆香港電影金像獎 | 最佳電影歌曲 | 〈地下情〉 主唱：蔡琴 作曲：林敏怡 填詞：方惠光 | 提名 |
| 1987 | 第6屆香港電影金像獎 | 十大華語片   |                                                 | 獲獎 |
| 1987 | 第9屆法國南特影展   | 金熱氣球獎   |                                                 | 提名 |

## 外部連結
- 香港影庫上《地下情》的資料（繁體中文）
- 開眼電影網上《地下情》的資料（繁體中文）
- 时光网上《地下情》的資料（简体中文）
- 豆瓣电影上《地下情》的資料 （简体中文）
- 互联网电影数据库（IMDb）上《地下情》的资料（英文）
- 爛番茄上《地下情》的資料（英文）
- AllMovie上《地下情》的资料（英文）
- Love Unto Waste（页面存档备份，存于） at Hong Kong Cinemagic